# Lumahyphes pijcha
Lumahyphes pijcha is een haft uit de familie Leptohyphidae. De wetenschappelijke naam van de soort is voor het eerst geldig gepubliceerd in 2004 door Molineri.
De soort komt voor in het Neotropisch gebied.